# حاتم عقل
حاتم عقل (مواليد 20 يونيو 1978) لاعب كرة قدم أردني من اصل فلسطيني وتحديدا من مدينة رام الله. يلعب لنادي ذات رأس الأردني، وهو من نجوم المنتخب الأردني، يلعب في مركز قلب الدفاع وأحيانًا يلعب في خط الوسط، يمتلك قدم يمنى قوية للتسديد من بعيد، ويحمل الرقم 17 في صفوف النادي الفيصلي الأردني أحرز العديد من الإنجازات مع الفيصلي والمنتخب الوطني وأبرزها ذهبية دورة الألعاب العربية عام 1999 والوصول لربع نهائي أمم آسيا 2004 عدا عن تتويجه مع الفيصلي بعدد من بطولات الدوري والكأس وكأس الاتحاد الآسيوي وهو كابتن المنتخب الوطني الأردني والنادي الفيصلي بعد اعتزال حسونة الشيخ دولياً.

## روابط خارجية
- حاتم عقل على موقع الاتحاد الدولي (مؤرشف)  (الإنجليزية)
- حاتم عقل على موقع قاعدة بيانات كرة القدم.إي يو (الإنجليزية)
- حاتم عقل على موقع ناشيونال فوتبول تيمز (الإنجليزية)
- حاتم عقل على موقع Soccerway.com (الإنجليزية)
- حاتم عقل على موقع كووورة